# Армия завоевания
Армия завоевания (араб. جيش الفتح‎, русская транскрипция Джейш аль-Фатх) — коалиция боевых фракций, противостоящих правительству Сирии в гражданской войне. Действует, в основном, в области Идлиб: некоторые группы действуют также в областях Хама и Латакия. Образована 24 марта 2015 года. 28 марта 2015 года Армия завоевания заняла город Идлиб — центр одноимённой административной области (см. Битва за Идлиб). В последующие месяцы Армия шла в авангарде наступления в северо-западной Сирии, в результате которого правительственные войска были вытеснены из провинции Идлиб. После этого успеха подразделения Армии завоевания стали возникать и в других районах Сирии.

## Состав
Крупнейшей фракцией в составе Армии завоевания является исламистская группировка Ахрар аш-Шам. Среди других группировок, входящих в «Армию завоевания», сирийское отделение Аль-Каиды Фронт ан-Нусра, Джейш-аль-Мухаджирин валь-Ансар и группировки, составленные из членов сирийского отделения «братьев-мусульман», также в состав Армии входят более умеренные группы. По данным издания «Al-Ahram Weekly», «Джебхат-ан-Нусра и Ахрар аш-Шам составляют 90 процентов группировки. Саудовцы и катарцы на 40 процентов обеспечивают её финансирование».
К зиме 2015 года Армия завоевания понесла значительные потери в ходе осенне-зимнего наступления САА и авиаударов ВКС РФ и начала распадаться. От неё отделились как наиболее радикальные члены, выступавшие за союз с ИГ, так и боевики, верные сирийскому отделению «братьев-мусульман».
Однако в мае 2016 года группировка реорганизовалась и восстановила численность за счёт включения в её ряды боевиков исламского движения Восточного Туркестана и возвращения «братьев-мусульман», что позволило ей начать массивное наступление в провинции Алеппо.

## Террористические акции
Вооружённая коалиция «Джейш аль-Фатх» взяла на себя ответственность за убийство российского посла в Турции Андрея Карлова, которое произошло 19 декабря 2016 года на открытии фотовыставки в Анкаре.